# Wilczy Kamień
Wilczy Kamień, Wilcza Skała, Turnia Motocyklistów – ostaniec u zachodniego podnóża wzgórza Sulmów na Wyżynie Częstochowskiej, w obrębie wsi Podlesice w województwie śląskim, powiecie zawierciańskim, w gminie Kroczyce. Znajduje się po południowej stronie drogi nr 792 z Podlesic do Kotowic i jest z niej widoczny. Na mapie Geoportalu ma nazwę Wilczy Kamień, Expressmap podaje nazwę Wilcza Skała, zaś wspinacze skalni używają nazwy Turnia Motocyklistów.
Jest to pojedyncza, zbudowana z wapieni skała znajdująca się przy niewielkiej polance. Ma wysokość 12–15 m i z jednej strony posiada duże przewieszenie. Przez wspinaczy skalnych nazywana jest Turnią Motocyklistów. Poprowadzili oni na niej 25 dróg wspinaczkowych o trudności II – VI.3 w skali Kurtyki.

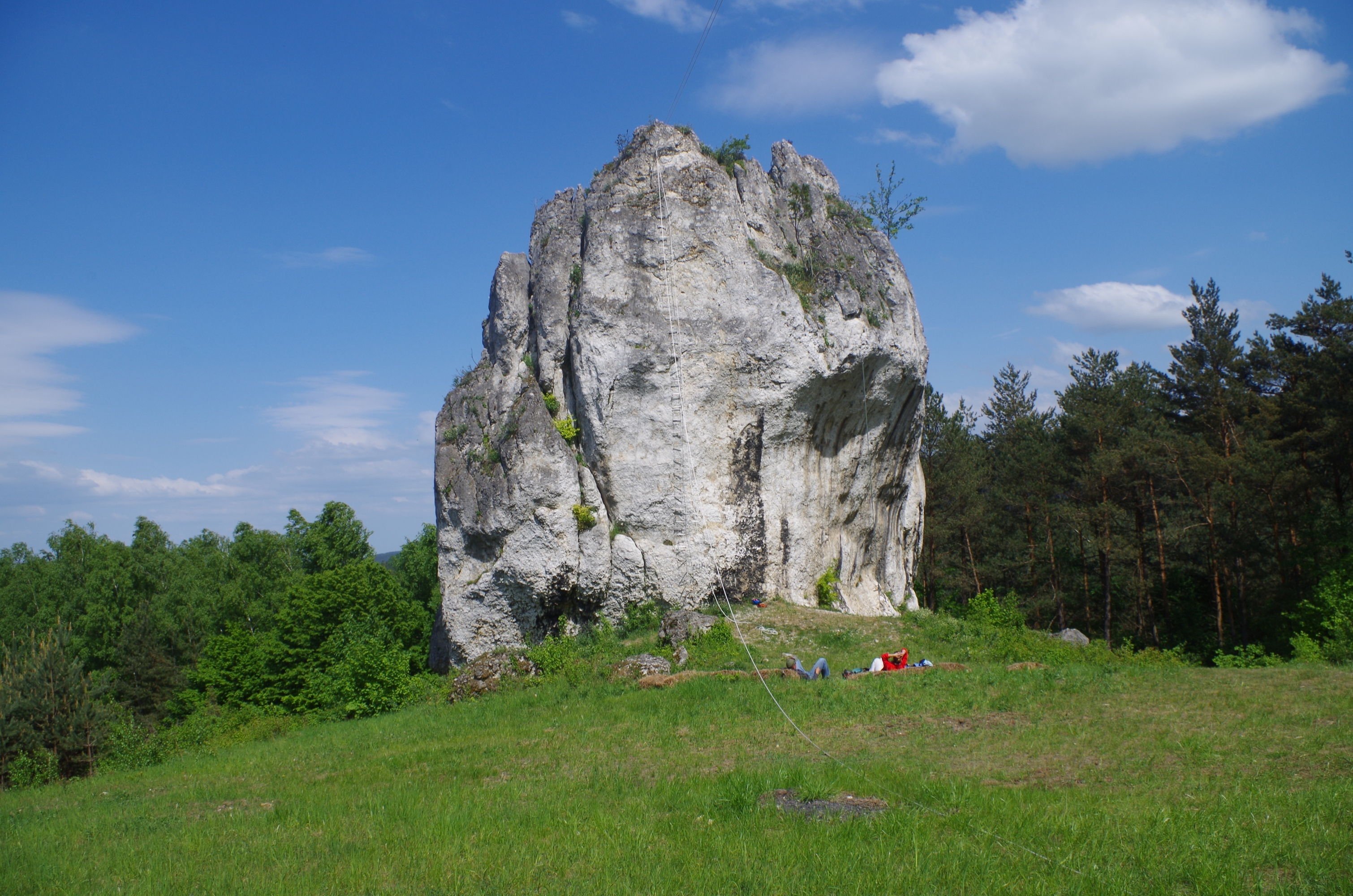
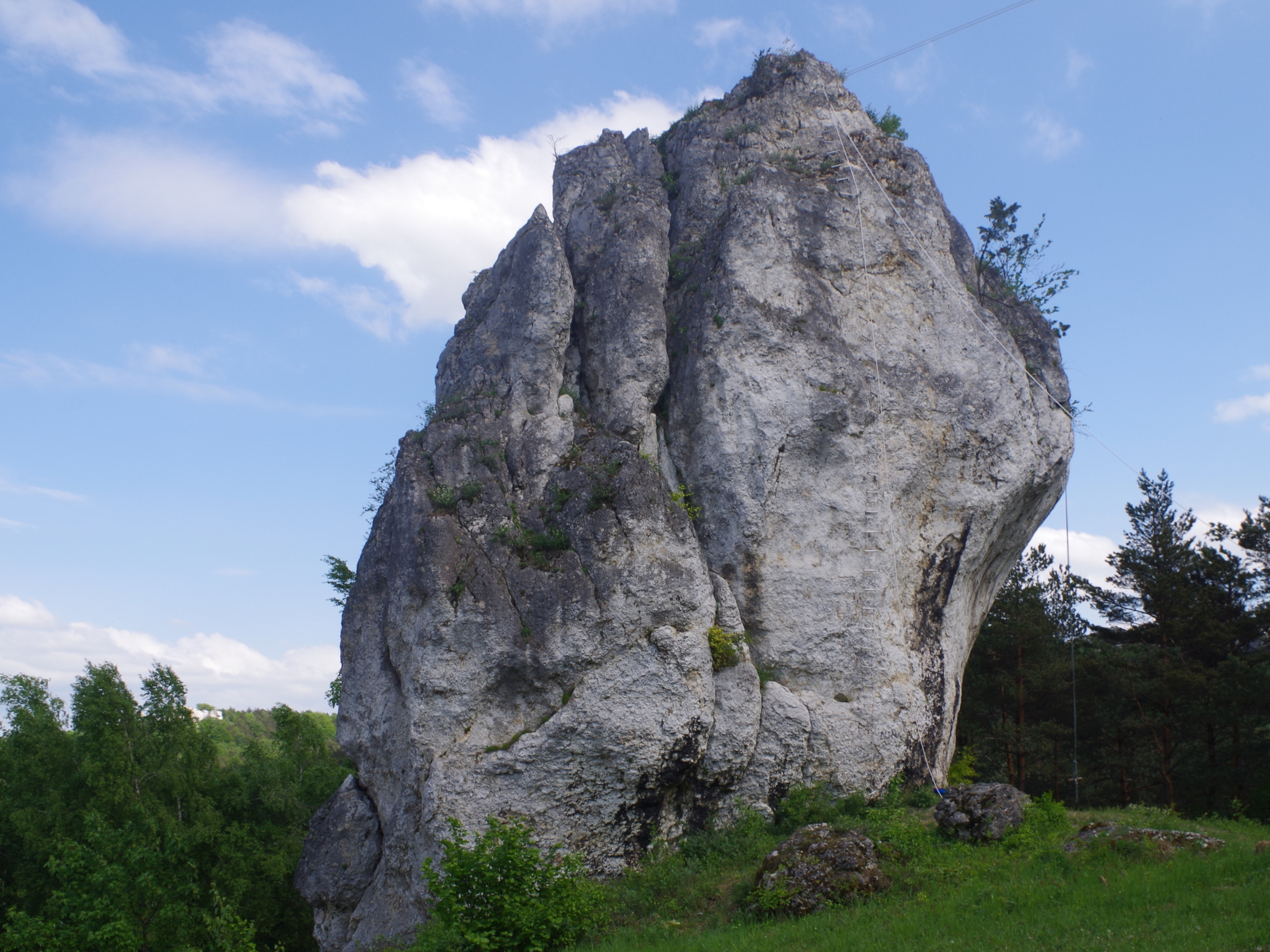
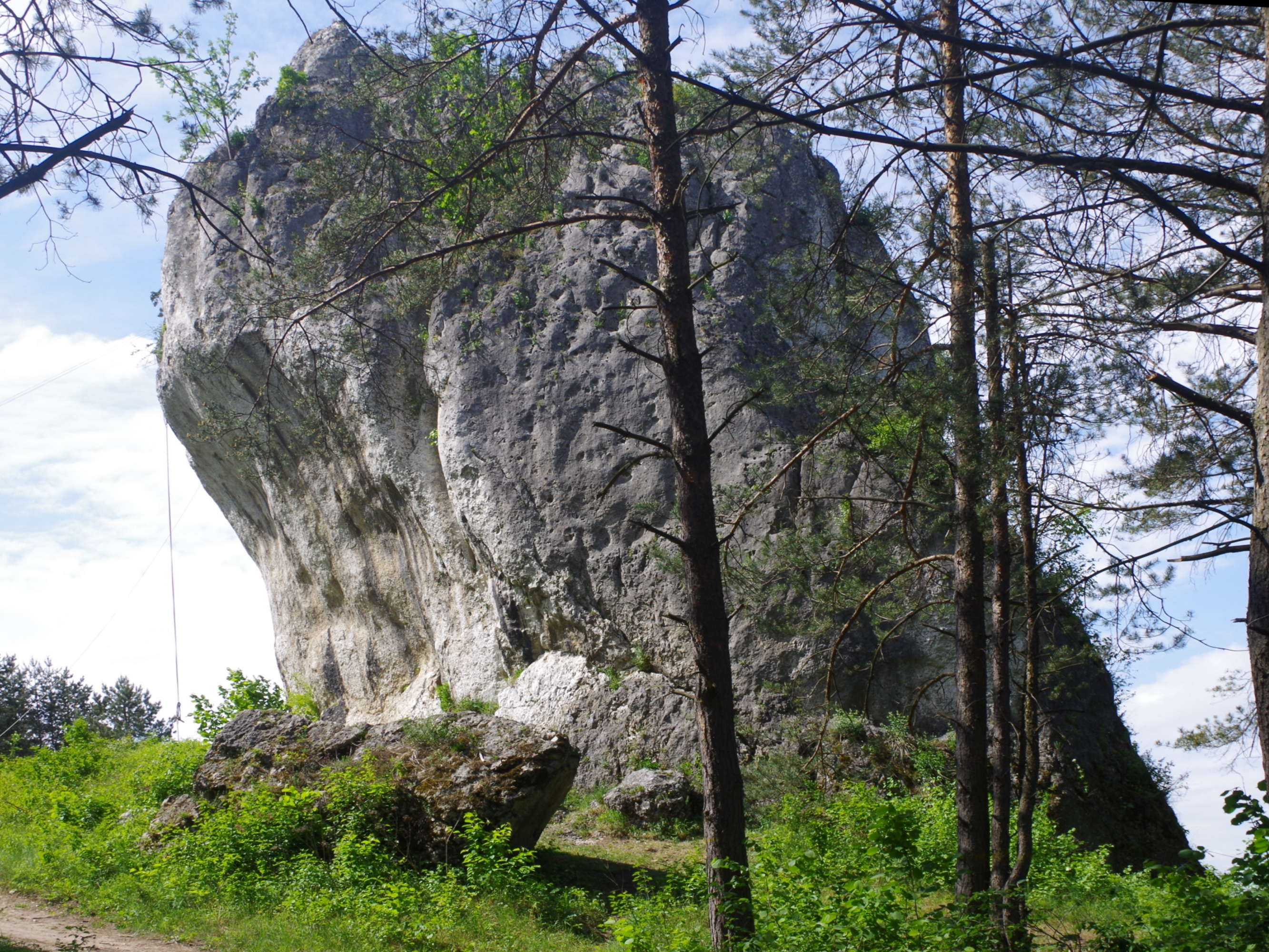
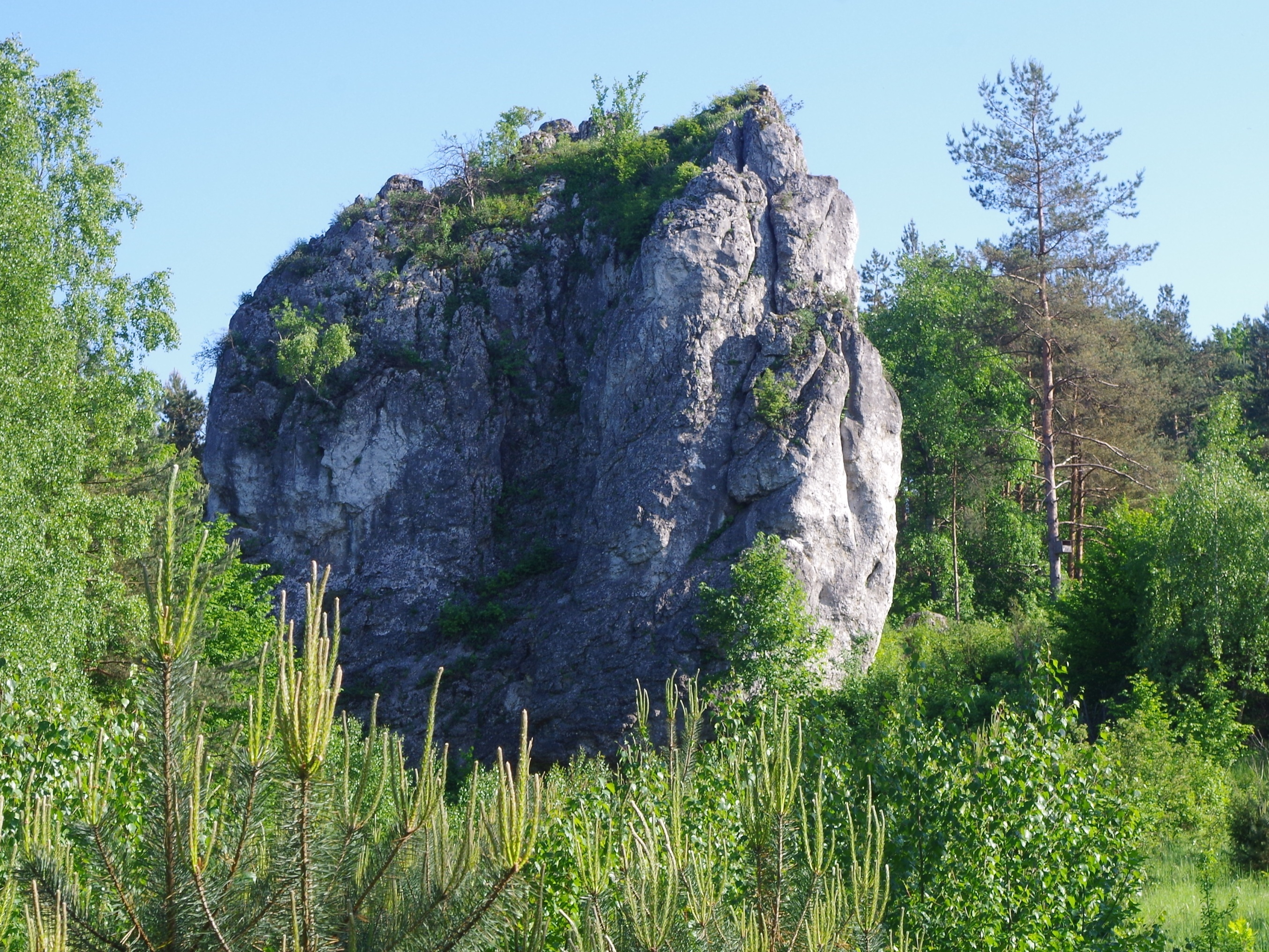